# Aung San
Aung San (Natmauk, 13 febbraio 1915 – Yangon, 19 luglio 1947) è stato un generale e politico birmano.
Studiò all'Università di Rangoon laureandosi in storia, scienze politiche e letteratura inglese, e divenne anche presidente dei sindacati studenteschi e caporedattore della rivista studentesca Oway.
Dal 1938, da attivista del movimento nazionalista (ed esponente della fazione nazionalista del Partito Comunista della Birmania, di cui fu segretario dal 1939 al 1941) organizzò diverse rivolte contro l'occupazione britannica. Nel marzo 1940 assistette al Congresso dell'India e, accusato di incitare le ribellioni, andò forzatamente in esilio in Cina. Mentre sollecitava l'appoggio del Partito Comunista Cinese, fu intercettato dalla forza di occupazione giapponese, ma poi fu ricevuto dal governo di Fumimaro Konoe.
Con l'appoggio giapponese, Aung San formò l'unità dei Trenta commilitoni, embrione di quello che sarà il Burma Independence Army (BIA), fondato nel dicembre del 1941 in Thailandia. Nel marzo 1942, quando l'esercito giapponese entrò a Rangoon, fu promosso al grado di colonnello. Nel 1943 divenne generale maggiore e si presentò davanti all'imperatore del Giappone e all'ordine del Sol Levante.
Il 1º agosto 1943, i giapponesi dichiararono l'indipendenza della Birmania (come Stato di Birmania, uno stato fantoccio) e Aung San divenne primo ministro della difesa del governo. Tuttavia, lo scetticismo crescente nei confronti dei piani di sovranità giapponesi e lo scontento per il comportamento sulla popolazione civile lo portarono ad avvicinarsi agli alleati e ai movimenti comunisti finché, il 27 marzo 1945, dichiarò l'insurrezione armata contro i giapponesi. Il 9 gennaio 1947 Londra riconobbe l'indipendenza della Birmania, che divenne autonoma dal 1948.
Fu assassinato da sicari dell'avversario U Saw il 19 luglio 1947.
Era sposato con Khin Kyi ed ebbe una figlia, Aung San Suu Kyi, Premio Nobel per la pace nel 1991.